# アイ・ラブ・ユー (リトル・ギャングの曲)
「リトル・ギャング」は、1975年7月25日にRCAから発売されたリトル・ギャングのデビューシングルである。

## 概要
『幼な友だち』は2022年3月時点、未CD化。

## 収録曲
1. アイ・ラブ・ユー [2:43]
作詞:たかたかし/作曲・編曲馬飼野康二
2. 幼な友だち [3:19]
作詞:たかたかし/作曲・編曲馬飼野康二